# Rhyacophila shekigawana
Rhyacophila shekigawana là một loài Trichoptera trong họ Rhyacophilidae. Chúng phân bố ở miền Cổ bắc.